# Östadkulle SK
Östadkulle Sportklubb, är en idrottsförening från Östadkulle, mitt emellan Vårgårda och Alingsås i Västergötland i Sverige. Klubben grundades 1951, spelar fotboll i gulsvart. Herrseniorlaget i fotboll spelar sedan säsongen 2021 i Division 5.
Beatrice Persson har Östadkulle SK som moderklubb.